# 海軍予備員
海軍予備員（かいぐんよびいん、英語: Naval Reserve）とは、海軍兵籍を有し、戦時等有事の際には召集されて軍務に服するが、平時は民間において船舶職員等海事に従事する者をいう。イギリス海軍予備員を始め多数の国の海軍で同種の制度が採用されているが、日本の海上自衛隊では予備自衛官がこれにあたる。以下、特記ない限り大日本帝国海軍のそれについて記述する。

## 概要
海軍予備員とは、予備役にある海軍の武官・兵をいうが、通常の予備役が現役を経験した軍人・兵で構成されるのとは異なり、一度も現役として軍務に服することなしに予備役にある点に特徴がある。船舶職員等としての勤務日数が実役停年に加算されるため、召集されていない期間も自動的に昇進していく。そのため、軍服・徽章や階級も異なっていることが一般的であるが、日本海軍の場合、正規の軍人の帽章上部意匠や階級章が桜花（チェリーマーク）であるのに対し、予備員のそれは羅針儀（コンパスマーク）であったり、袖章も、前者が水平型、後者が山型などの違いがあった（軍服の異同については大日本帝国海軍の軍服を参照）。なお、太平洋戦争末期には改正され、正規・予備員のそれらは統一された。
元来、大日本帝国海軍における海軍予備員制度は、官立東京商船学校の生徒を予備生徒とし、卒業後に海軍少尉候補生に任じたもので、その後、神戸高等商船学校の生徒を加えた。専ら商船の高級船員をその対象とし、操船において高度な技術・技能を有する彼らを有事の際に士官要員として活用しようとの目論見であった。後には水産講習所遠洋漁業科の生徒もその対象となった。さらに中等学校相当の各地の官公立商船学校の生徒もまた、下士官要員として海軍予備員に組み込まれた。
海軍予備員制度の一つの特徴として、操船等海事教育と予備員への任用が一体化していた点にある。すなわち、外洋を巡航する大型船舶の操船技術・技能は、海軍艦艇の操艦・操艇技術・技能と共通しているからである。これらの技術・技能は速成が困難であり、定員外でこれらの予備員を養成しておくことは海軍当局としても必要不可欠な制度であった。実際に、軍と民間の操船技術・技能で異なるのは、艦艇は艦隊行動をとることが原則であることに対して、民間船舶は単独行動をとることが多いこと、艦艇が無灯火で出入港、航行することがあることに対して、民間船舶は灯火で出入港、航行する程度であった。
海軍予備員制度では、予備士官養成課程（すなわち、高等商船学校生徒）にある者を海軍予備生徒とし、予備下士官養成課程（すなわち、商船学校生徒）にある者を、海軍予備練習生と区分した。海軍航空兵力を急速に拡充するため優れた人員を充当すべく、1934年（昭和9年）には旧制大学、旧制高等学校高等科、旧制専門学校の卒業生を対象とした海軍航空予備学生が海軍予備員養成課程の一種である海軍予備学生制度として導入され、太平洋戦争開戦から間もない1942年（昭和17年）1月には海軍予備学生の対象は兵科全体に拡大された。
士官級の海軍予備員である予備将校・予備機関将校は、将校・将校相当官・特務士官と同様に、終身その官を保有し（終身官）、その制服を着用し、その官に対する礼遇を亨けるという分限を有する。日本海軍の用語では海軍「将校」とは海軍兵学校出身の兵科士官（後に海軍機関学校出身の機関科士官も加える）をいうため、予備員の兵科士官は正式には「海軍予備員たる海軍将校」（いわゆる予備将校）と呼称され、海軍将校と区分されていた。一方、現役の海軍将校が予備役に編入されても海軍予備員となるわけではないので、階級名は現役時と変わらず、特に区別の必要があれば階級名の頭に「予備役」を付けて「予備役海軍大佐」などと呼んだ。
太平洋戦争（大東亜戦争）後半は、海軍予備将校が活躍したが、軍令承行令第1条但書（部隊の指揮権の承継の順序を規定する）により、海軍予備将校は召集中の予備役兵科将校として、同官階の現役兵科将校に次いでこれを承行した。このような不都合を修正するため、古いクラスの海軍予備将校たる海軍大尉の中から、海軍将校たる海軍大尉に転官される者もあった。

## 沿革
大日本帝国海軍では、1884年（明治17年）から海軍解体まで置かれる。西郷従道農商務卿の発案でイギリス海軍予備員をまねて導入された。本来は、海事関係の諸学校（商船学校・高等商船学校・水産講習所遠洋漁業科など）を卒業した者が採用される。1935年（昭和10年）からは飛行科や整備科の予備学生も登場し、太平洋戦争（大東亜戦争）には兵科にまで拡大された。さらに、太平洋戦争中には、戦時にのみ優秀な人材を確保する目的で、学徒出陣等で陸海軍に入隊する大学学生・専門学校生徒等を大量に海軍予備員として採用した。予備員であるために戦争が終了した後は定員に含めなくてよいことから、有事のみの大量採用が可能であった。
- 1884年（明治17年） - 海軍予備員制度発足（明治19年に初めて採用）。
- 1904年（明治37年） - 海軍予備員制度をさらに発展させ、官階が新設される（それまでの予備員は少尉候補生相当部内待遇）[2]。
- 1919年（大正8年） - 予備員候補生が廃止され即機関少尉・予備機関少尉へ採用されることとなった。また船長等の民間勤務でも昇進できることとなった。
- 1934年（昭和9年） - 海軍予備員候補者令（昭和9年勅令第293号）及び海軍予備員令（昭和9年勅令第294号）が制定される。
- 1937年（昭和12年）4月 - 海軍予備員候補者令及び海軍予備員令の改正により、水産講習所遠洋漁業科入学者が海軍兵籍に編入される[3]。
- 1938年（昭和13年）4月 - 航空予備学生を飛行科と整備科とに区分。
- 1941年（昭和16年）10月 - 航空予備学生を廃止して、海軍予備学生制度を設ける。海軍予備学生を兵科、飛行科、整備科及び機関科に区分する。
- 1942年（昭和17年） - 第1期兵科予備学生を採用する。海軍兵学校入学者と大差のない人数のみ採用される。
- 1943年（昭和18年）10月 - 在学徴集延期臨時特例（昭和18年勅令第755号）が制定され、文科系学生に対する徴兵猶予の特典が停止される。
- 1944年（昭和19年）1月 - 一般高等学校等の在学者を予備生徒の対象に加える[4]。

## 階級等

### 明治37年-明治39年
1904年（明治37年）6月28日に、初めて海軍予備員の官階が「海軍官階」に規定された。この時の官階は次の通りである。
| 官等 ・等級 | 官等 ・等級 | 官等 ・等級 |              |                |                  |                    |                      |
| ----------- | ----------- | ----------- | ------------ | -------------- | ---------------- | ------------------ | -------------------- |
| 高等官      |             |             |              |                |                  |                    |                      |
|             |             |             |              |                |                  |                    |                      |
|             |             |             |              |                |                  |                    |                      |
| 奏任        |             | 上長官      |              |                |                  |                    |                      |
| 奏任        | 四等        | 上長官      | 海軍予備中佐 |                |                  |                    |                      |
| 奏任        | 五等        | 上長官      | 海軍予備少佐 |                | 海軍予備機関少監 |                    |                      |
| 奏任        | 六等        | 士官        | 海軍予備大尉 |                | 海軍予備大機関士 |                    |                      |
| 奏任        | 七等        | 士官        | 海軍予備中尉 |                | 海軍予備中機関士 |                    |                      |
| 奏任        | 八等        | 士官        | 海軍予備少尉 | 海軍予備兵曹長 | 海軍予備少機関士 | 海軍予備機関兵曹長 |                      |
| 奏任        |             |             |              |                |                  |                    |                      |
| 判任官      | 判任官      | 一等        | 准士官       |                | 海軍予備上等兵曹 |                    | 海軍予備上等機関兵曹 |
| 判任官      | 判任官      | 二等        | 下士         |                | 海軍予備一等兵曹 |                    | 海軍予備一等機関兵曹 |
| 判任官      | 判任官      | 三等        | 下士         |                | 海軍予備二等兵曹 |                    | 海軍予備二等機関兵曹 |
| 判任官      | 判任官      | 四等        | 下士         |                | 海軍予備三等兵曹 |                    | 海軍予備三等機関兵曹 |
| 判任官      | 判任官      |             |              |                |                  |                    |                      |

### 明治39年以降
その後は、一般の海軍軍人の階級名が変更される際にそれに伴って変更された。1906年（明治39年）に一般の機関官の階級名が海軍機関中将等に改められたのに伴い、海軍予備員たる機関官の階級名が海軍予備機関少佐等となった。1915年（大正4年）に一般の下士官中の古参の者が特務士官たる海軍兵曹長等とされたのに伴い、予備特務士官としての海軍予備兵曹長・海軍予備機関兵曹長が新設された。海軍予備特務士官は将校・特務士官と同様の分限を有した。
1927年（昭和2年）に海軍予備大佐・海軍予備機関大佐が設けられた。
1937年（昭和12年）に予備特務士官が予備将校に統合された。また、予備兵として、海軍予備一等水兵～海軍予備三等水兵/海軍予備一等機関兵～海軍予備三等機関兵が置かれた。
1943年（昭和18年）に海軍予備員の階級呼称が改められ、階級呼称中から「予備」の文字がなくなり、一般の海軍軍人と同様の階級呼称となった。また、軍装の階級章、帽章も将校と同じとなった。例えば、海軍予備将校たる「海軍予備少尉」は海軍予備将校たる「海軍少尉」となった。

## 海軍予備学生・海軍予備生徒

### 海軍予備学生等の身分
海軍予備員たる海軍予備少尉（1943年（昭和18年）以降は海軍予備員たる海軍少尉）となるための教育を一定期間受けるものを分けて、海軍予備学生と海軍予備生徒という。海軍予備学生等の服制については海軍予備学生等の制服を参照。
海軍予備学生の身分は生徒三校（海兵・海機・海経）の生徒に準ずるものとして制定され、1942年以降は各科少尉候補生に準ずる身分へ格上げとなった。旧制高等学校・旧制専門学校・高等商船の生徒がこれに採用される。当初は、東京及び神戸の高等商船学校の生徒を、入学と同時に海軍予備生徒と称し、全員を兵籍に編入したものであったが、戦争の拡大に伴い、他の旧制高等学校の生徒に対しても選抜を実施し、合格者を予備生徒としてその学資を海軍が支給することとした。予備生徒は、通常は所属学校の制服の襟部に錨の襟章を付け、予備生徒であることを示した。ただし、高等商船学校生徒の海軍予備生徒は、学校卒業と同時に予備少尉に任官するのに対し、一般高等学校生徒の予備生徒は、学校卒業と同時に予備少尉候補生として1年6か月の教育期間を経て予備少尉に任用されるなどの違いがあった。

### 主な出身者

#### 飛行科予備学生
- 第1期：昭和9年採用（5名） 海軍航空予備学生と呼ばれ6名採用予定、1人が適性試験失格になり5名が予備少尉に任官した。
- 第2期：昭和10年採用（15名）
- 第3期：昭和11年採用（17名） 第3期までは1年間の教程の後に予備少尉に任官、民間に戻った。（後に予備役召集）
- 第4期：昭和12年採用（14名） 以後は学生教程を修了し予備少尉に任官し即時召集。軍務に就く
- 第5期：昭和13年採用（20名）
- 第6期：昭和14年採用（30名）
- 第7期：昭和15年採用（33名）
- 第8期：昭和16年採用（44名）
- 第9期：昭和17年採用（38名）
- 第10期：昭和17年採用（100名） 各科少尉候補生に準じる扱いとなり、海軍兵科予備学生250名の中から適性検査を経て100名が飛行専修予備学生として選抜された。
- 第11期：昭和17年採用（102名）
  - 久納好孚：特攻により戦死。海軍少佐。
- 第12期：昭和17年採用（70名）
- 第13期：昭和18年採用（5,199名） 士官不足により大量採用となり、前期・後期に分かれた。前期は基礎教育期間を2ヶ月短縮した。
  - 田中六助：海軍大尉。
  - 加藤曻：海軍中尉。
- 第14期：昭和19年採用
  - 石丸進一：特攻により戦死（少尉）。海軍大尉。
  - 大石政則：特攻により戦死（少尉）。海軍大尉。
  - 小川清：特攻により戦死（少尉）。海軍大尉。
  - 千玄室：海軍中尉。特攻隊員。
  - 西村晃：特攻出撃するも機体不調の為、帰投。

- その他
  - 流政之：海軍予備学生として入隊する。
  - 松延市次：海軍予備学生として入隊する。

#### 兵科予備学生
- 第1期：昭和17年1月採用（400名）
  - 服部正也
  - 山縣有信
- 第2期：昭和17年9月採用（482名）
  - 阿川弘之：東京帝国大学繰り上げ卒業、兵科予備学生第2期生として入隊し、軍令部特務斑にて対華諜報担当（少尉）、ポツダム大尉で復員。
  - 安川定男
- 第3期：昭和18年9月採用（3,626名）
  - 島尾敏雄：九州帝国大学繰り上げ卒業、志願にて兵科予備学生第3期生として入隊し、第18震洋特別攻撃隊艇隊長として奄美群島加計呂麻島に配置、ポツダム大尉で復員。
  - 松林宗恵：兵科予備学生第3期生として入隊し、廈門島守備隊長となった。ポツダム中尉で復員。
- 第4期：昭和18年12月採用（3,270名）

　いわゆる「学徒出陣」として採用された期。第1～3期まで及び第5～6期は、准士官の身分を持つ予備学生として採用されたが、本期だけは陸軍の要請で陸軍並び（陸軍は見習士官も二等兵で入隊し、順次昇進する仕組み）に二等水兵として採用され、約50日間二等水兵として服務した。
- - 田英夫：東京帝国大学在学中に学徒出陣、海軍兵科第4期予備学生として入隊し、第16震洋特別攻撃隊艇隊長として八丈島に配置、ポツダム中尉で復員。
  - 吉田満：兵科予備学生第4期生として入隊し、 戦艦大和に乗組。ポツダム中尉で復員。
  - 庄野潤三：兵科予備学生第4期生として入隊し、ポツダム大尉で復員。
  - 野原一夫：東京帝国大学在学中に学徒出陣、武山海兵団、第4期兵科予備学生を経て、海軍少尉として大和田通信隊に着任。鹿屋基地第5航空艦隊司令部付で終戦。
  - 大久保房男：慶應義塾大学在学中に学徒出陣。
  - 阿部日顕：第4期兵科予備学生として入隊し、大湊海兵団に配属。

- 第5期：昭和19年8月採用（2,532名）
- 第6期：昭和20年4月採用（2,695名）

#### 予備生徒出身者
- 三田一也：東京高等商船学校航海科（現・国立東京海洋大学海洋工学部）首席。海軍中佐。日本郵船を経て海軍に。終戦時は大本営海軍部海上護衛総司令部調査室長。戦後に海上保安庁警備救難監となり、Y委員会メンバーとして海上警備隊創設に関係する（海上自衛隊#海上自衛隊の創設参照）。
- 鈴木盛：東京高等商船学校航海科卒業。海軍中佐。召集歴の長い予備士官で、太平洋戦争中は海防艦対馬艦長。
- 山本平弥：東京高等商船学校機関科卒業。海軍大尉。大阪商船（現・商船三井）を経て海軍に。駆逐艦秋月機関部分隊士、海軍砲術学校長井分校教官を歴任。戦後、海上保安庁勤務。海上保安学校長、海上保安大学校教授、海技大学校長を歴任。海上保安大学校名誉教授。大阪大学工学博士。
- 梅林孝次：神戸高等商船学校機関科（現・国立神戸大学海事科学部）卒業。海軍予備員から現役に転官。海軍航空隊飛行士。日中戦争で戦死。海軍大尉。
- 隈部五夫：神戸高等商船学校航海科卒業。大阪商船、東亜海運を経て海軍に。第154号海防艦長。海軍大尉。『機雷掃海戦－第154号海防艦長奮戦記』（光人社NF文庫）ISBN 978-4-7698-2572-2 の著者。
- 石井利雄：神戸高等商船学校機関科首席。海軍予備生徒機関科51期。海軍中尉。三井物産船舶部（現・商船三井）を経て海軍造船技師に。海防艦建造技師として、戦時中、43隻の海防艦を竣工させた。戦後、日本鋼管造船本部（現・JFEエンジニアリング、ユニバーサル造船）勤務を経て、日本ブラストマシン（現・JFEプラントエンジ）専務取締役。
- 野瀬清次：神戸高等商船学校機関科卒業。海軍少尉。大阪府庁を経て、神戸製鋼所にて潜水艦の建造に従事。戦後、石川島播磨重工業（現・IHI）に移り、相生工場長をつとめた。90歳を超えて人間総合科学大学に入学したことで話題を呼んだ[12]。
- 森武：神戸高等商船学校航海科卒業。海軍少佐。川崎汽船を経て海軍に。海防艦82号艦長。終戦間際、ソ連軍機襲撃下の北朝鮮羅津港最後の脱出商船向日丸（むかひまる）を護衛して元山向け航行中に舞水端南西沖でソ連雷撃機編隊と交戦３機撃墜後、自艦が被雷轟沈。生存将兵を向日丸が救出。戦後、海上保安庁、大阪造船所を経て日立港水先案内人[13]。

## 関連法令
- 海軍予備員条例（明治37年6月28日勅令第179号）：明治41年2月13日勅令第10号・大正3年7月24日勅令第195号・大正4年11月4日勅令第198号・大正5年12月19日勅令第251号等による改正が行われた。
- 海軍予備練習生ニ関スル件（大正8年3月11日勅令第25号）
- 海軍予備員候補者令（昭和9年勅令第293号）
- 海軍予備員令（昭和9年勅令第294号）
- 海軍予備員任用臨時特例（昭和18年10月23日勅令第790号）